# Lars Krarup (musiker)
 Der er flere personer med dette navn, se Lars Krarup.
Lars Krarup (født 24. maj 1960 i København) er en dansk musiker og komponist.
Han har spillet, indspillet og turneret med Frede Fup, Henrik Strube Band, Backseat, Poul Krebs, Mikael Wiehe, Tamra Rosanes, Bjørn Afzelius, Kim Larsen, Annette Bjergfeldt, Peter Busborg, Big Mama og mange flere…
Lars Krarup har medvirket på et stort antal musikudgivelser, deriblandt som studiemusiker.
- Instrumenter: Guitar, Dobro, Mandolin, Bas,
- Har bl.a. indspillet filmmusik til : 2007 – Kærlighed på film Ole Bornedal, 2002 – Halalabad Blues Helle Ryslinge, 2002 – Wilbur begår selvmord Lone Scherfig, 1999 – Toast Rhea Leman, 1994 – Riget Lars von Trier, 1991 – Europa Lars von Trier 1993

Han har indspillet musik til en række teaterforestillinger og har været kapelmester på Folke Teatret.
Han har lydstudiet, Sittingroom, hvor han indspiller og producerer plader og andre musikudgivelser.